# Area postrema
L'area postrema o semplicemente postrema è una struttura situata nel tronco encefalico che ha la funzione di controllare il vomito. Grazie alla sua posizione privilegiata nel cervello l'area postrema può anche svolgere un ruolo fondamentale nel controllo delle funzioni autonome del sistema nervoso centrale (SNC).

## Anatomia
L'area postrema è una piccola protuberanza che si trova al limite inferoposteriore del quarto ventricolo. All'interno del postrema si trovano cellule ependimali specializzate. Queste cellule ependimali specializzate sono leggermente diverse dalla maggior parte delle cellule ependimali (ependimociti) e formano un rivestimento epiteliale unicellulare nei ventricoli e nel canale centrale.
Il postrema è separato dal triangolo vagale grazie al funicolo separans, un sottile rilievo semitrasparente. Il triangolo vagale si sovrappone al nucleo dorsale vagale ed è situato al termine inferiore della fossa romboidale o 'pavimento' del quarto ventricolo.

L'area postrema è situata poco prima del cosiddetto obex, il vertice inferiore del pavimento del ventricolo. Sia il funicolo separans che l'area postrema sono ricoperte con uno strato cellulare di spessore simile, ricoperte da taniciti, cioè cellule specializzate di origine gliale in genere localizzate sul pavimento del terzo ventricolo.

Ependima e taniciti possono partecipare al trasporto di sostanze neurochimiche dentro e fuori il liquido cefalorachidiano, dalle sue cellule, dai neuroni adiacenti, glia o vasi.
Ependima e taniciti possono partecipare anche alla chemorecezione.
L'eminenza della zona postrema è considerata un organo circumventricolare perché le sue cellule endoteliali non contengono giunzioni strette, il che consente il libero scambio di molecole tra il sangue e il tessuto cerebrale.
Tale ripartizione, unica nella barriera ematoencefalica, è parzialmente compensata dalla presenza di una barriera di taniciti.

## Connessioni
Il postrema si collega al nucleo del tratto solitario e altri centri di controllo autonomico nel tronco encefalico. È eccitato da impulsi afferenti viscerali (simpatici e vagali) derivanti dal tratto gastrointestinale e da altre zone trigger periferiche.
Il postrema fa parte del complesso dorsale vagale, che è il sito di terminazione critica di fibre nervose vagali afferenti vagali, insieme con il nucleo motore dorsale del vago e il nucleo del tratto solitario.

Il vomito e la nausea molto probabilmente sono indotti dall'area postrema attraverso la sua connessione con il nucleo del tratto solitario, il quale può servire come attivatore della via del vomito in risposta a vari input emetici. Tuttavia, questa struttura non ha alcun ruolo chiave per il vomito indotto dall'attivazione delle fibre nervose vagali oppure dal movimento. Inoltre la sua funzione nel vomito indotto dalle radiazioni rimane poco chiara.

Poiché il postrema si trova al di fuori della barriera emato-encefalica, ed in virtù delle sue caratteristiche anatomiche (mancanza di giunzioni strette tra le cellule endoteliali in una struttura altamente vascolarizzata e la presenza di capillari fenestrati), ne consegue che alcuni peptidi ed altre sostanze con funzione di segnali fisiologici hanno accesso diretto ad alcuni neuroni di aree cerebrali con ruoli importanti nel controllo autonomo del corpo. Per questo motivo l'area postrema viene oggi  considerata come un importante sito iniziale di integrazione di vari segnali fisiologici nel flusso ematico che penetra nel sistema nervoso centrale.

## Funzione

### Chemorecettore
L'area postrema, uno degli organi circumventricolari, è in grado di rilevare eventuali tossine presenti nel sangue e agisce come un centro in grado di indurre il vomito. Il postrema è un centro fondamentale di integrazione omeostatica per i segnali umorali e neurali.

Recenti studi hanno evidenziato una sua funzione come sito chemorecettoriale trigger per il vomito e un suo coinvolgimento in risposta ai farmaci antiemetici. L'area postrema anatomicamente si caratterizza per il fatto di essere una struttura densamente vascolarizzata: la mancanza di giunzioni strette tra le cellule endoteliali facilita il rilevamento da parte di questo centro di diverse tossine circolanti nel sangue e nel fluido cerebrospinale.

### Regolazione autonomica
La posizione dell'area postrema al di fuori della barriera ematoencefalica fa sì che questa particolare regione del midollo giochi un ruolo chiave nel controllo autonomico di diversi sistemi fisiologici, e fra questi il sistema cardiovascolare, il gastrointestinale ed i sistemi di controllo del metabolismo. Secondo un recente studio nell'area postrema esistono siti specifici in grado di legare la prolattina. In pratica l'area postrema funzionerebbe come un'area bersaglio per la prolattina in circolo che in questo modo vedrebbe la possibilità di mettersi direttamente in relazione con determinate componenti neuronali.

La prolattina è un ormone peptidico  che negli animali inferiori svolge una significativa attività di osmoregolazione, cioè un'attività che comporta influenze sull'equilibrio elettrolitico. Questo ormone stimola anche comportamenti di tipo riproduttivo: negli anfibi svolge un ruolo prima della deposizione delle uova mentre nei mammiferi agisce sulla lattazione.

Un altro recente studio ha messo in evidenza che la somministrazione di angiotensina II provoca un aumento dose-dipendente della pressione arteriosa sistemica senza produrre notevoli cambiamenti nella frequenza cardiaca. Questo studio ha rivelato che la variazione della pressione arteriosa dipende dall'integrità dell'area postrema e che questo sito contribuisce parzialmente all'azione dell'angiotensina.

## Patologia

### Lesioni dell'area postrema
Danni al postrema, causati da lesioni oppure indotti volontariamente tramite ablazione, impediscono le normali funzioni della struttura. L'ablazione chirurgica dell'area viene effettuata per motivi sperimentali allo scopo di scoprire l'esatta funzione ed interazione del postrema con altre aree dell'organismo. Dal momento che l'area postrema funge da punto di ingresso per il cervello di informazioni e stimoli inviati dai neuroni sensoriali di stomaco, intestino, fegato, reni, cuore e altri organi interni, è comprensibile che una varietà di riflessi fisiologici si basino sull'efficienza dell'area postrema per svolgersi correttamente.

Il postrema agisce per controllare direttamente lo stato chimico dell'organismo. Le lesioni della zona postrema sono a volte indicato come 'vagotomia centrale' perché eliminano la capacità del cervello di monitorare lo stato fisiologico del corpo attraverso il suo nervo vago. Soggetti affetti da questo tipo di lesioni non sono in grado di rilevare eventuali tossine presenti in circolo e pertanto non sono in grado di attivare in risposta le difese naturali del corpo.
In alcuni esperimenti sui ratti si è evidenziato che le lesioni dell'area postrema impediscono all'organismo di rilevare il cloruro di litio, il quale a determinate concentrazioni può diventare tossico. L'area postrema svolge infatti un ruolo critico nel rilevamento del cloruro di litio e in una vasta gamma di risposte a questa tossina.
Dal momento che questi animali non sono in grado di rilevare la sostanza chimica, non sono in grado di attivare una procedura psicologica nota come avversione condizionata al gusto, e pertanto i ratti continuano ad ingerire la soluzione di saccarina associata al litio. Questi risultati indicano che i ratti con lesioni dell'area postrema non acquisiscono la normale avversione condizionata al gusto, quando il cloruro di litio è utilizzato come stimolo incondizionato.
Oltre alla semplice avversione al gusto, i ratti con lesioni dell'area postrema non mostrano altre risposte comportamentali e fisiologici associate all'introduzione della tossina e presenti invece nei ratti del gruppo di controllo, come ad esempio l'appoggiarsi sul ventre, lo svuotamento ritardato dello stomaco e l'ipotermia. Questi esperimenti sottolineano il ruolo dell'area postrema non solo nell'identificazione di alcune sostanze tossiche circolanti nel corpo, ma anche in molte reazioni fisiche alla tossina.

### Effetti della dopamina
L'area postrema riveste un ruolo importante nella malattia di Parkinson. I farmaci utilizzati per trattare la malattia di Parkinson e che stimolano la secrezione di dopamina hanno un forte effetto sul postrema.
Questi farmaci stimolano la trasmissione della dopamina nel tentativo di normalizzare le funzioni motorie colpite dal Parkinson. 
Le cellule nervose, in particolare, nei gangli basali, che hanno un ruolo cruciale nella regolazione del movimento e sono il sito principalmente colpito dalla malattia di Parkinson, utilizzano la dopamina come neurotrasmettitore. Queste cellule sono stimolate dai farmaci che hanno l'effetto di far aumentare le concentrazioni di dopamina oppure agiscono nello stimolare i recettori della dopamina.
L'area postrema viene stimolata dalla dopamina a causa della elevata concentrazione di recettori per la dopamina stessa. Come già detto  il postrema è molto sensibile alle variazioni di tossine presenti nel sangue. Come meccanismo di difesa, l'area postrema è in grado di indurre il vomito per evitare una possibile ulteriore intossicazione. Sembra che sia proprio la stimolazione indotta dalla dopamina che si lega ai recettori dell'area postrema ad attivare il centro del vomito. Questo è il motivo per cui la nausea è uno dei più comuni effetti collaterali dei farmaci antiparkinsoniani.

### Trattamenti potenziali
In Giappone nel 2002 è stato testato un farmaco potenzialmente utile a contenere la risposta emetica a farmaci che aumentano le concentrazioni di dopamina. Lo studio ha esaminato l'emesi indotta nei furetti dal trattamento con morfina. L'assunzione di morfina provoca l'attivazione dei recettori degli oppiacei che a sua volta causa il rilascio di dopamina nel midollo allungato e nell'area postrema, causando il vomito dei furetti.

Un pre-trattamento con 6-idrossidopamina, una neurotossina dopaminergica, riduce significativamente il numero di episodi di vomito nei furetti trattati con morfina. Questa neurotossina (che è notoriamente in grado di distruggere i neuroni noradrenergici e dopaminergici nel midollo allungato, ma non in altre parti del cervello) riduce le concentrazioni di dopamina, noradrenalina e acido omovanilico, un metabolita della dopamina.

Questo studio mostra come la via dopaminergica nel midollo allungato possa essere influenzata in modo da ridurre gli effetti collaterali tipo nausea, associati all'utilizzo di molti farmaci che determinano un incremento delle concentrazioni di dopamina in quest'area.